# Dusicyon avus
Dusicyon avus es una especie extinta de cánido, que habitó el centro-sur y extremo sur de América del Sur. Sus restos fueron encontrados en sedimentos del Pleistoceno superior, hasta el Holoceno tardío.

## Descripción
Su talla era similar a la de un coyote, con unos 15 kg de peso. Su dieta se considera carnívora en un porcentaje algo más alto que en otros zorros suramericanos y se habría alimentado de presas de unos 5 kg en promedio y hasta un máximo de 60 kg.

## Distribución
Sus restos fueron exhumados en el Uruguay, en el sur del Brasil en playas de Río Grande del Sur; así como en la Argentina, en la región pampeana (como en Olavarría (según hallazgos paleontológicos) y también en gran parte de la patagonia esteparia. En Chile, se encontraron restos óseos en el monumento natural Cueva del Milodón, Región de Magallanes y de la Antártica Chilena.

## Causa de su extinción
No está claro por qué este taxón se extinguió. Algunos especialistas postularon algunas hipótesis, como el cambio ambiental o la hibridación con perros domésticos. En las pampas y Patagonia, los registros más modernos de Dusicyon avus son de 3000 años a. p. y los más antiguos registros de perros domésticos (los que acompañaban a las tribus amerindias) son de 1000 años a. p. Aunque es posible que algunas poblaciones de D. avus hayan llegado hasta la época del contacto europeo, pero no hay certezas aún. 
40 años antes de la introducción del zorro chilla en la isla Grande de Tierra del Fuego, hay algunas referencias etnográficas sobre la existencia de dos especies de zorros allí.

«Para el Ona, el segundo lugar importante entre los animales terrestres pertenecía a los zorros, en dos variedades, una de las cuales crece en tamaño inusual.».

En un sitio arqueológico en la estepa de Tierra del Fuego se identificaron los restos de al menos dos individuos de Dusicyon avus, un animal completo y articulado y los restos con marcas antrópicas en una mandíbula, con un fechado taxón de 2,984±37 años AP (AA75297), dando un rango calibrado con dos sigmas de 2952-3218 años AP. En el último lustro se pudo estimar la fecha de su extinción, fue hace tan solo 500 años antes del presente, y además a través de análisis de ADN se pudo determinar que estaba emparentado directamente con el Dusicyon australis.
Si ese «gran zorro» fue D. avus entonces se habría extinguido recién en el siglo XX, al menos en esa isla.
Igualmente no se puede descartar que los nativos se refieran en realidad sólo a variaciones intraespecíficas de zorro fueguino (Lycalopex culpaeus lycoides), ya que algunos ejemplares de esa isla alcanzan un tamaño muy grande.
Teniendo en cuenta la connotación simbólica de los predadores en las sociedades cazadoras-recolectoras, probablemente, los humanos han tenido alguna destacada influencia en el proceso de la extinción de este taxón.